# Pai do mato
Pai-do-Mato ou Pai-da-Mata é uma figura folclórica da tradição dos estados de Alagoas e Pernambuco – no nordeste do Brasil; além dos estados de Goiás e Mato Grosso, no Centro-Oeste do país.

## História
É uma criatura enorme, mais alta que todas as arvores da mata, com cabelos enormes, unhas de dez metros e orelhas de cavaco. O seu urro estronda por toda a mata. À noite, quem passa ouve também a sua risada. Dizem que se alimenta de pessoas. Não pode ser ferido por tiros ou lâminas, apenas acertando uma roda que ele tem em volta do umbigo. 
Em alguns Reisados, aparece uma personagem representando o entremeio do Pai-do-Mato, sob a forma de um sujeito feio, de cabelos grandes. São comuns as expressões entre as mães de família, referindo-se aos filhos que estão com cabelos grandes, sem cortar: "Está que é um Pai-do-Mato", "você quer virar um Pai-do-Mato?", No Reisado, canta-se no entremeio do Pai-do-Mato:
- Ó que bicho feio
- Só é Pai-do-Mato!...

Com denominação idêntica e materialização, vive o Pai-do-Mato em Pernambuco. Compare-se o Pai-do-Mato com o Ganhambora, o Mapinguari, o Bicho Homem, espécimes do ciclo dos monstros (Geografia dos Mitos Brasileiros). "Sem que jamais tivesse sido visto, conta a lenda queijeira da zona de Anicuns que o Pai-do-Mato é um animal de pés de cabrito, à semelhança do deus Pã da mitologia, tendo como este o corpo todo piloso. 
As mãos assemelham-se às dos quadrúmenos. Diferencia-se destes, entretanto, por andar como ente humano, com o qual se assemelha na fisionomia. Traz no queixo uma barbinha e a sua cor é escuro-fusca, confundindo-se com a do pelo do suíno preto enlameado. Dizem que anda sempre nos bandos de queixadas, cavalgando o maior, e conservando-se sempre à retaguarda. 
Raramente anda só e raramente aparece ao homem. Quando alguém lhe atravessa na estrada, não retrocede, e, com indômita coragem, procura dar cabo do obstáculo que se lhe antepõe. A sua urina é azul como anil." (Derval de Castro, Páginas do Meu Sertão, São Paulo, 1930).